# Heterotaxis brasiliensis
A Heterotaxis brasiliensis é uma espécie de orquídea (Orchidaceae) que pertence ao complexo de espécies da Heterotaxis crassifolia, a qual também poderia ser chamada superespécie.
Em 1977, Brieger e Illg propuseram a espécie Maxillaria brasiliensis para designar as variedades da Heterotaxis crassifolia encontradas no sudeste e sul brasileiros, as quais estão geograficamente separadas da área de ocorrência normal desta última. Por se tratar de espécie de difícil delimitação morfológica este assunto vem tratado em maior profundidade no artigo referente à Heterotaxis crassifolia.
Publicação da espécie: Heterotaxis brasiliensis (Brieger & Illg) F.Barros, Hoehnea 29: 112 (2002).

Basônimo: Maxillaria brasiliensis Brieger & Illg, Trab. Congr. Nac. Bot. 26: 240 (1977).

## Etimologia

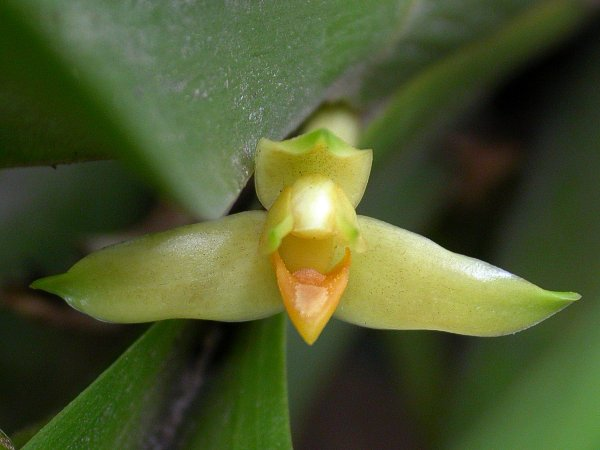
Heterotaxis crassifolia - espécie com a qual a Heterotaxis brasiliensis pode ser facilmente confundida.

O epíteto é uma referência ao local de ocorrência da espécie, no caso o Brasil.